# Morozovsk
Morozovsk (en russe : Моро́зовск) est une ville de l'oblast de Rostov, en Russie, et le centre administratif du raïon homonyme. Sa population s'élevait à 27 007 habitants en 2013.

## Géographie
Morozovsk est située sur la rivière Bistraia, un affluent de la rive gauche de la Donets du Nord. Elle se trouve à 265 km au nord-est de Rostov-sur-le-Don.

## Histoire
Le khoutor (village) de Morozov (Моро́зов) a été fondé dans les années 1880. En 1900, la gare ferroviaire « Morozovskaïa » (Моро́зовская), ainsi nommée d'après le village, ouvrit à proximité. En 1910, la stanitsa (village cosaque) de Taoubeïevskaïa (Таубе́евская) fut créée près de la gare. Elle fut rebaptisée Morozovskaïa le 24 avril 1917. Le village reçut le statut de commune urbaine le 27 novembre 1938 et le statut de ville 29 mai 1941. Pendant la Seconde Guerre mondiale, elle fut occupée par l'Allemagne nazie du 15 juillet 1942 au 5 janvier 1943. Elle fut libérée par le front du Sud-Ouest de l'Armée rouge au cours de son attaque vers Vorochilovgrad.

## Population
Recensements (*) ou estimations de la population
| 1926*  | 1939*  | 1959*  | 1970*  | 1979*  |
| ------ | ------ | ------ | ------ | ------ |
| 11 974 | 21 662 | 26 952 | 27 024 | 27 159 |

| 1989*  | 2002*  | 2010*  | 2012   | 2013   |
| ------ | ------ | ------ | ------ | ------ |
| 27 004 | 29 222 | 27 642 | 27 372 | 27 007 |

## Économie
La principale entreprise de la ville est Morozovselmach, qui fabrique des machines agricoles de marque Klever.
La base aérienne de l'armée de l’air russe abrite, en octobre 2015, le 559e régiment de bombardiers (559 BAP) de la 4e armée aérienne équipé de 36 Soukhoï Su-34 livrés à partir de 2013.

## Personnalités
Mikhaïl Ichtchenko (né en 1950), joueur de handball (gardien de but), champion olympique et du monde.